# Elso Brito
Elso Brito (Rotterdam, 2 april 1994) is een Nederlands voetballer van Kaapverdische afkomst die bij voorkeur als linkervleugelverdediger of middenvelder speelt.

## Carrière
Hij stroomde in 2013 door uit de jeugd van SBV Excelsior. Brito debuteerde in de thuiswedstrijd tegen Helmond Sport. Hij stond in de basis. De wedstrijd eindigde in een gelijkspel: 2-2. Met SBV Excelsior dwong Brito in het seizoen 2013/14 promotie af naar de hoogste divisie van het Nederlands voetbalsysteem. In de eerste speelronde van zijn tweede seizoen bij Excelsior maakte Brito zijn debuut in de hoogste divisie. Op 9 augustus speelde hij de volledige wedstrijd tegen NAC Breda (1-1).
Hij verruilde in 2017 SBV Excelsior voor SC Telstar en in 2019 SC Telstar voor Go Ahead Eagles. Nadat hij een half jaar zonder club zat, sloot hij in januari 2021 aan bij het Poolse Wigry Suwałki dat uitkomt in de II liga.

### Carrièrestatistieken
| Seizoen         | Club            | Land            | Competitie      | Competitie | Competitie | Beker | Beker | Internationaal | Internationaal | Overig | Overig | Totaal | Totaal |
| Seizoen         | Club            | Land            | Competitie      | Wed.       | Dlp.       | Wed.  | Dlp.  | Wed.           | Dlp.           | Wed.   | Dlp.   | Wed.   | Dlp.   |
| --------------- | --------------- | --------------- | --------------- | ---------- | ---------- | ----- | ----- | -------------- | -------------- | ------ | ------ | ------ | ------ |
| 2013/14         | SBV Excelsior   | Nederland       | Eerste divisie  | 5          | 0          | 0     | 0     | 0              | 0              | 0      | 0      | 5      | 0      |
| 2014/15         | SBV Excelsior   | Nederland       | Eredivisie      | 6          | 0          | 2     | 0     | 0              | 0              | 0      | 0      | 8      | 0      |
| 2015/16         | SBV Excelsior   | Nederland       | Eredivisie      | 0          | 0          | 0     | 0     | 0              | 0              | 0      | 0      | 0      | 0      |
| 2016/17         | SBV Excelsior   | Nederland       | Eredivisie      | 1          | 0          | 0     | 0     | 0              | 0              | 0      | 0      | 1      | 0      |
| 2017/18         | SC Telstar      | Nederland       | Eerste divisie  | 39         | 0          | 1     | 0     | 0              | 0              | 0      | 0      | 40     | 0      |
| 2018/19         | SC Telstar      | Nederland       | Eerste divisie  | 33         | 0          | 1     | 0     | 0              | 0              | 0      | 0      | 34     | 0      |
| 2019/20         | Go Ahead Eagles | Nederland       | Eerste divisie  | 22         | 0          | 4     | 0     | 0              | 0              | 0      | 0      | 26     | 0      |
| 2020/21         | Wigry Suwalki   | Polen           | II Liga         | 4          | 1          | 0     | 0     | 0              | 0              | 0      | 0      | 4      | 1      |
| Carrière totaal | Carrière totaal | Carrière totaal | Carrière totaal | 110        | 1          | 8     | 0     | 0              | 0              | 0      | 0      | 118    | 1      |